# Галлатин (округ, Монтана)
Округ Галлатин (англ. Gallatin County) располагается в штате Монтана, США. Официально образован в 1865 году. По состоянию на 2010 год, численность населения составляла 89 513 человека.

## География
По данным Бюро переписи США, общая площадь округа равняется 6 816,887 км2, из которых 6 741,777 км2 суша и 75,110 км2 или 1,100 % это водоёмы.

## Население
По данным переписи населения 2000 года в округе проживает 67 831 жителей в составе 26 323 домашних хозяйств и 16 188 семей. Плотность населения составляет 10,00 человек на км2. На территории округа насчитывается 29 489 жилых строений, при плотности застройки около 4,00-х строений на км2. Расовый состав населения: белые — 96,20 %, афроамериканцы — 0,23 %, коренные американцы (индейцы) — 0,88 %, азиаты — 0,89 %, гавайцы — 0,06 %, представители других рас — 0,54 %, представители двух или более рас — 1,19 %. Испаноязычные составляли 1,54 % населения независимо от расы.
В составе 29,70 % из общего числа домашних хозяйств проживают дети в возрасте до 18 лет, 51,80 % домашних хозяйств представляют собой супружеские пары проживающие вместе, 6,60 % домашних хозяйств представляют собой одиноких женщин без супруга, 38,50 % домашних хозяйств не имеют отношения к семьям, 24,10 % домашних хозяйств состоят из одного человека, 5,70 % домашних хозяйств состоят из престарелых (65 лет и старше), проживающих в одиночестве. Средний размер домашнего хозяйства составляет 2,46 человека, и средний размер семьи 2,94 человека.
Возрастной состав округа: 22,00 % моложе 18 лет, 18,50 % от 18 до 24, 30,40 % от 25 до 44, 20,60 % от 45 до 64 и 20,60 % от 65 и старше. Средний возраст жителя округа 31 лет. На каждые 100 женщин приходится 108,30 мужчин. На каждые 100 женщин старше 18 лет приходится 108,70 мужчин.
Средний доход на домохозяйство в округе составлял 38 120 USD, на семью — 46 639 USD. Среднестатистический заработок мужчины был 30 866 USD против 21 330 USD для женщины. Доход на душу населения составлял 19 074 USD. Около 6,30 % семей и 12,80 % общего населения находились ниже черты бедности, в том числе — 10,50 % молодежи (тех, кому ещё не исполнилось 18 лет) и 5,60 % тех, кому было уже больше 65 лет.